# Herbert von Bose

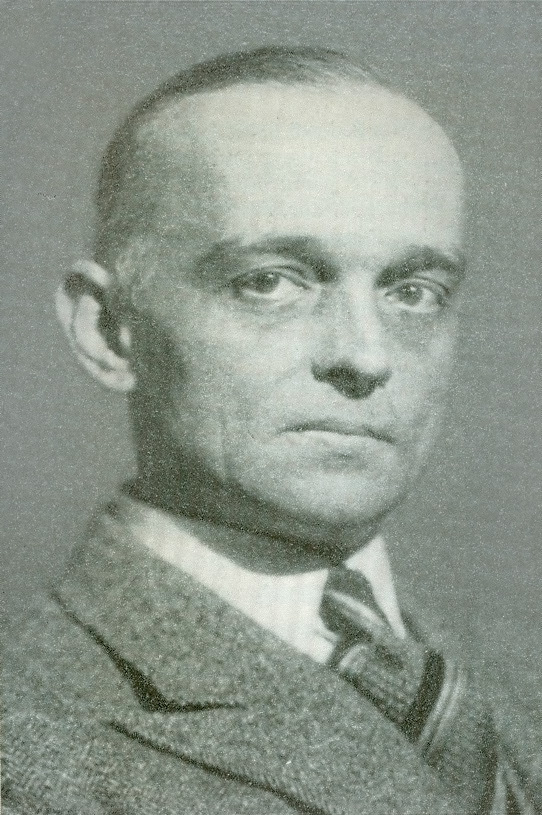
Herbert von Bose (Anfang 1934)

Carl Fedor Eduard Herbert von Bose (* 16. März 1893 in Straßburg, Elsass; † 30. Juni 1934 in Berlin) war deutscher Offizier, Nachrichtendienstler, Staatsbeamter und Widerstandskämpfer gegen den Nationalsozialismus. Von 1932 bis 1934 war er ein enger Mitarbeiter und Berater des Reichskanzlers und Vizekanzlers Franz von Papen. Von 1933 bis 1934 bereitete von Bose als Pressechef Papens hinter dessen Rücken einen gegen die NS-Regierung gerichteten Staatsstreich vor, weshalb er am 30. Juni 1934 erschossen wurde.

## Leben

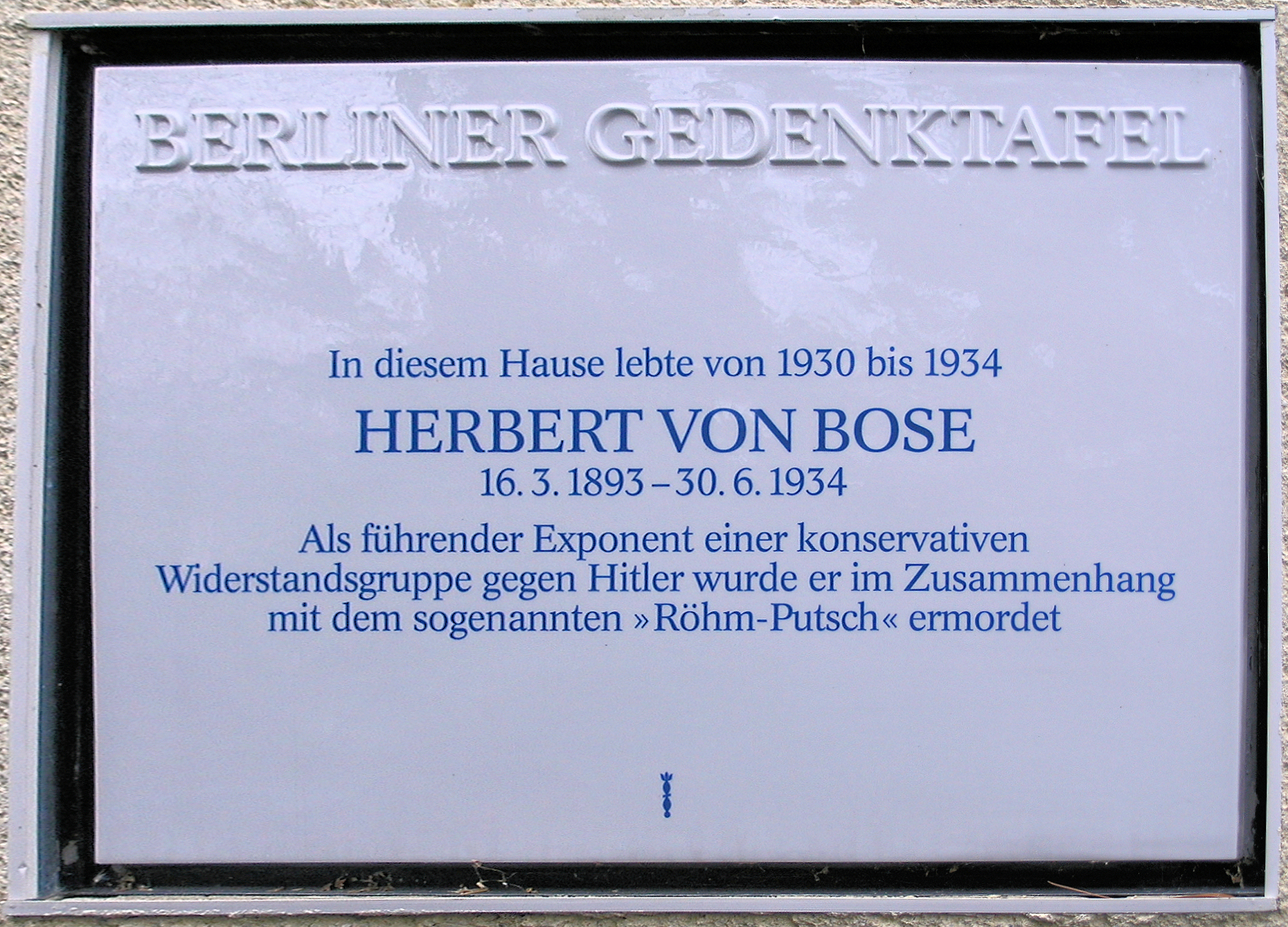
Berliner Gedenktafel am Haus Neuchateller Straße 8 in Berlin-Lichterfelde

Von Bose entstammte dem gleichnamigen alten sächsischen Adelsgeschlecht von Bose. Sein Vater war Carl Fedor von Bose (1856–1919), der als kaiserlicher Regierungsrat sowie als Ober- und Geheimer Baurat einer Abteilung der kaiserlichen Generaldirektion der Reichseisenbahnen in Elsaß-Lothringen vorstand. Von Boses Mutter Gertrud Römer, eine Tochter des Baurats Eduard Römer und der Vally Schwartz, war die zweite Ehefrau seines Vaters.
Nach dem Besuch eines humanistischen Gymnasiums in Straßburg trat von Bose 1911 in das 2. Ober-Elsässische Feldartillerie-Regiment Nr. 51 der Preußischen Armee in Straßburg ein.

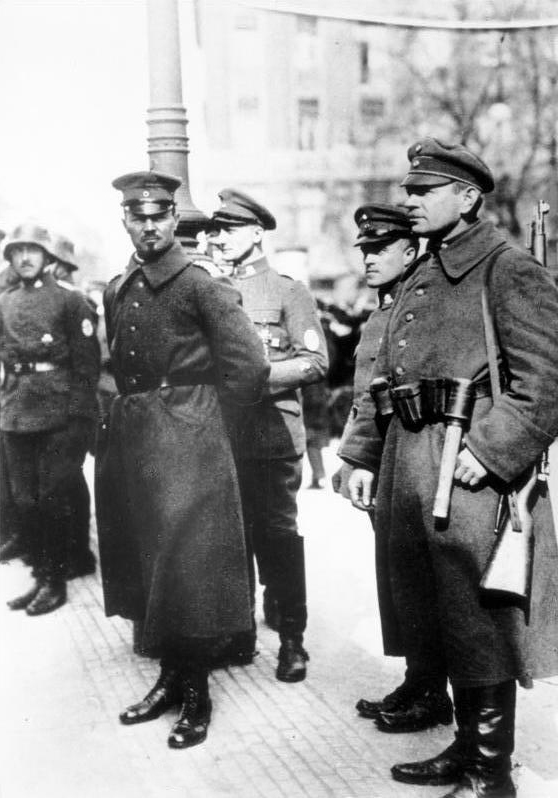
Herbert von Bose (2. v.r.) beim Kapp-Putsch in Berlin, zusammen mit Hermann Ehrhardt 1920.

Von 1914 bis 1918 nahm von Bose am Ersten Weltkrieg teil, in dem er zuletzt den Rang eines Oberleutnants und Generalstabsoffizier in der Kavallerie–Brigade-Schützendivision erreichte. Mit dieser Einheit beteiligte er sich im Winter 1918/1919 an der Niederschlagung der Novemberrevolution, wobei er zu den engsten Mitarbeitern von Waldemar Pabst gehörte. Im Herbst 1919 erreichte er den Rang eines Hauptmanns und schied kurz darauf aus der Armee aus.
Zum Jahresende 1919 ließ von Bose sich in Kassel nieder. Von Ende 1919 bis Anfang 1921 gehörte er der Sicherheitspolizei an. 1921 wechselte er als (formal) ziviler Angestellter in den Dienst der Abwehr, des Nachrichtendienstes der Reichswehr. Für diese leitete er von 1921 bis 1928 eine hinter der Fassade des kommerziellen Unternehmens Deutscher Überseedienst operierende Nachrichtenstelle in Kassel. 1928 siedelte von Bose nach Berlin über, wo er von 1928 bis Anfang 1931 im Berliner Hauptquartier des Deutschen Überseedienstes tätig war. Im April 1931 wechselte er in die Presseabteilung des Parteihauptquartiers der Deutschnationalen Volkspartei (DNVP), in der er die sogenannte „Informationsstelle“, den privaten Nachrichtendienst der Partei, leitete. In dieser Stellung war von Bose Mitorganisator der Harzburger Tagung vom Oktober 1931, einer Zusammenkunft der Spitzen von DNVP, NSDAP und des Frontsoldatenbundes Stahlhelm sowie einer Vielzahl prominenter konservativer Persönlichkeiten in Bad Harzburg, zu einer gegen die Reichsregierung unter Heinrich Brüning gerichteten Kundgebung. Das Ziel der Verhandlungen, die von einem symbolischen Rahmenprogramm begleitet wurden, das den Machtanspruch der Versammelten unterstreichen sollte, war es, die Möglichkeit einer rechten Einheitsfront gegen die Regierung Brüning zu formen und sich auf einen gemeinsamen Kandidaten für die März / April 1932 anstehende Wahl des Reichspräsidenten zu einigen.
In der Weimarer Republik erlangte von Bose als jungkonservativer Kritiker der Republik eine gewisse Prominenz. Ähnlich anderen Jungkonservativen erstrebte er eine „konservative Revolution“, die einige „Fehlentwicklungen“ der Zeit seit 1918 rückgängig machen sollte. Neben der Restauration von Elementen des kaiserlichen Staates vor 1918 war dabei vor allem die Integration neuer, faschistischer Elemente im eigentlichen Sinne angedacht: Im Gegensatz zu der Massenbewegung des Nationalsozialismus mit seinen populistischen Staatsideen, denen die Jungkonservativen eine gewisse elitäre Verachtung entgegenbrachten, beabsichtigten diese, einen Rechtsstaat der Eliten zu schaffen, der vor allem auf die ständischen und intellektuellen Rechtsführer zugeschnitten sein sollte.
Von Juli 1932 bis Februar 1933 war von Bose als Hilfsreferent in der Presseabteilung der Reichsregierung beschäftigt. Inoffiziell fungierte er in diesen Monaten als persönlicher Nachrichtenagent des Reichskanzlers Franz von Papen. Im Februar 1933 wurde von Bose auf Betreiben Papens, der als vom Kabinett Hitler delegierter Reichskommissar die Aufgaben des Ministerpräsidenten von Preußen ausübte, zum Pressechef im Preußischen Staatsministerium ernannt und zugleich im Rang eines Oberregierungsrates verbeamtet.
Im April 1933 kam von Bose gemeinsam mit anderen Jungkonservativen in die Kanzlei des Vizekanzlers Franz von Papen, dessen machtpolitische Stellung im Kabinett Hitler zunehmend auf schwachen Füßen stand – am 7. April 1933 hatte er die Stellung des Reichskommissars für Preußen an Hermann Göring abtreten müssen. Papen, von Bose und weitere Jungkonservative wie Edgar Julius Jung, Fritz Günther von Tschirschky, Friedrich Carl von Savigny, Wilhelm Freiherr von Ketteler, Walter Hummelsheim, Kurt Josten und Hans von Kageneck versuchten in den folgenden vierzehn Monaten die Vizekanzlei als Plattform für einen konservativen Umbau des NS-Staates zu nutzen. Diese Gruppierung wurde später als Edgar-Jung-Kreis bezeichnet. Gestützt auf das Vertrauen Papens beim greisen Reichspräsidenten von Hindenburg, der den Oberbefehl über die Streitkräfte innehatte, hoffte man, die Reichswehr und die Beamtenschaft einspannen zu können, um der nationalsozialistischen Revolution – als die man die Machtübertragung an Hitler wertete – eine zweite, konservative Revolution nachzuschalten, die die Staatsideale des Kreises verwirklichen sollte.
Da die Gruppe durch ihre Pläne in Gegensatz zu den Führern des NS-Regimes geraten war, nutzten diese die „Röhm-Affäre“ Ende Juni 1934, in deren Verlauf Hitler seine Konkurrenten innerhalb seiner Parteiarmee, der SA, ermorden ließ, um auch die „Papenclique“ zu zerschlagen. Während seine Kollegen entweder verhaftet wurden oder untertauchten, wurde von Bose am 30. Juni 1934 in den Räumlichkeiten des Palais Borsig, das die Vizekanzlei beherbergte, von mehreren SS-Leuten in Gewahrsam genommen, in sein Büro geführt und dort mit mehreren Schüssen getötet. Zuvor hatte er noch seinen Siegelring und seine Briefbörse an Ketteler und Josten übergeben. Sein Tod wurde in der regierungsoffiziellen Erklärung nachträglich als Unfall und bedauerliche Begleiterscheinung der Staatsnotwehr dargestellt, die die Regierung zur Abwehr des angeblichen SA-Aufstandes – mit dem man die Säuberungsaktion nachträglich rechtfertigte – habe ausüben müssen. Als wahrscheinlicher Urheber des Auftrages, von Bose zu töten, gilt Heinrich Himmler, den von Bose noch kurz vor seiner Ermordung als seinen „persönlichen Feind“ bezeichnet hatte. Auch Edgar Julius Jung wurde ermordet.

### Nachleben
Am 3. Juli 1934 wurde von Boses Leichnam auf Betreiben der Gestapo im Krematorium eingeäschert. Die Urne wurde am 17. Juli 1934 auf dem Parkfriedhof Lichterfelde in unmittelbarer Nachbarschaft zum Grab des ehemaligen Reichskanzlers Kurt von Schleicher beigesetzt. In den 1960er Jahren, nach dem Ablauf des Nutzungsrechtes auf sein Grab, wurde seine Urne in den Ehrenhain des Friedhofes überführt. Für anhaltende Kontroversen sorgte der Umstand, dass das Grab des NS-Opfers von Bose sich dort direkt neben dem Grab des ehemaligen stellvertretenden Gauleiters von Berlin, Artur Görlitzer, befindet. Dieser Umstand ergibt sich aus der Praxis der Stadt Berlin, im Ehrenhain insbesondere auch Bombenopfer und sonstige Kriegstote, unabhängig von ihrer politischen Haltung, bestatten zu lassen. Proteste von von Boses Angehörigen, die es für unzumutbar erklärten, dass ein Widerstandskämpfer gegen den Nationalsozialismus, über dessen gewaltsames Ende Joseph Goebbels in seinem Tagebuch Genugtuung äußerte, seine letzte Ruhe ausgerechnet neben Goebbels’ ehemaligem Stellvertreter als Berliner Gauleiter finden sollte, wurden in den 1970er und 1980er Jahren mit der These abgelehnt, eine Umbettung sei eine Störung der Totenruhe und deshalb nicht möglich.

## Ehe
Seit dem 7. Oktober 1919 war von Bose mit Therese Kühne (* 10. November 1895 in Jüterbog; † 4. Dezember 1963 in Schopfloch (Schwarzwald)) verheiratet, einer Tochter des Generals der Artillerie Viktor Kühne und seiner Ehefrau Maria Kühne, geborene von Eschwege.

## Auszeichnungen
Im Ersten Weltkrieg erhielt von Bose das Eiserne Kreuz 2. Klasse (21. September 1914) und das Eiserne Kreuz 1. Klasse (20. Juni 1915).
Für seine Mitwirkung am Zustandekommen des Reichskonkordates von 1933 erhielt von Bose, als Protestant, den päpstlichen Sankt-Gregorius-Orden.
1934 erhielt er zudem den „Sveti-Sava“-Orden des jugoslawischen Königs für kulturelle Verdienste und Völkerverständigung.

## Schriften
- U.S.A. in Tätigkeit. In: Hanns Henning Freiherr Grote (Hrsg.): Vorsicht. Feind hört mit! Berlin 1930, S. 147–166 (in der Auflage von 1937 unter einem anderen Autorennamen erschienen).
- Verdun, Galizien, Somme, Isonzo … oder wo? In: Hanns Henning Freiherr Grote (Hrsg.): Vorsicht. Feind hört mit! Berlin 1930, S. 70–89 (in der Auflage von 1937 unter einem anderen Autorennamen erschienen).
- Der Nachrichtenoffizier an der Front. In: Paul von Lettow-Vorbeck (Hrsg.): Die Weltkriegsspionage. Authentische Enthüllungen über Entstehung, Art, Arbeit, Technik, Schliche, Handlungen, Wirkungen und Geheimnisse der Spionage vor, während und nach dem Kriege auf Grund amtlichen Materials aus Kriegs-, Militär-, Gerichts- und Reichs-Archiven. Vom Leben und Sterben, von den Taten und Abenteuern. Basel s. a. [1931], S. 183–196.
- Sabotage und Propaganda. In: Paul von Lettow-Vorbeck (Hrsg.): Die Weltkriegsspionage. Authentische Enthüllungen über Entstehung, Art, Arbeit, Technik, Schliche, Handlungen, Wirkungen und Geheimnisse der Spionage vor, während und nach dem Kriege auf Grund amtlichen Materials aus Kriegs-, Militär-, Gerichts- und Reichs-Archiven. Vom Leben und Sterben, von den Taten und Abenteuern. Basel s. a. [1931], S. 301–311.
- Verschleierung und Irreführung. In: Paul von Lettow-Vorbeck (Hrsg.): Die Weltkriegsspionage. Authentische Enthüllungen über Entstehung, Art, Arbeit, Technik, Schliche, Handlungen, Wirkungen und Geheimnisse der Spionage vor, während und nach dem Kriege auf Grund amtlichen Materials aus Kriegs-, Militär-, Gerichts- und Reichs-Archiven. Vom Leben und Sterben, von den Taten und Abenteuern. Basel s. a. [1931], S. 111–121.

## Dokumentationen
In der Dokumentarreihe Die Weimarer Republik von 1918–1925 des Bayerischen Rundfunks von 1963 (Produktionsfirma Ikaros-Film Wolfgang Kiepenheuer) wird auf von Bose eingegangen.